# 清蒸鲥鱼
清蒸鲥鱼是中国江苏省、浙江省的菜餚，用长江或富春江出产的鲥鱼清蒸而成。原料特别以扬州、镇江之间的三江营和富春江所产著名，不过今日野生品种已少见，多为养殖的美洲鲥。
鲥鱼鳞下脂肪丰富，因此正确的烹调方法是不去鳞，带鳞蒸制，制成后吸吮鳞片口感油润鲜美。蒸制前通常在鱼身每隔2 厘米划开一刀，蒸制时需要用旺火，以保持鱼肉鲜嫩。
通常选用的配料包括火腿、香菇、冬笋，调料包括小葱、姜、黄酒、白糖、盐、猪油，扬州地区会选用当地特产酱黄瓜。而食用时可以蘸食镇江香醋和姜末。
清蒸鲥鱼是历史悠久的传统食品，相关的历史典故颇多，并是敬贡皇室的贡品。